# De oratore
Il De oratore (in italiano A proposito dell’oratore) è un'opera di genere retorico scritta da Marco Tullio Cicerone tra il 55 e il 54 a.C. Il testo, facente parte della cosiddetta "trilogia retorica" assieme al Brutus e all'Orator, è strutturato in tre libri sotto forma di dialogo platonico. Gli interlocutori sono Lucio Licinio Crasso, Marco Antonio, Gaio Aurelio Cotta, Publio Sulpicio Rufo, Mucio Scevola, Quinto Lutazio Catulo e Gaio Giulio Cesare Strabone Vopisco. L'ambientazione è nel 91 a.C. presso la villa di campagna di Crasso a Tuscolo. Nel dialogo Cicerone analizza profondamente gli aspetti della retorica e dell'oratoria: inventio (invenzione di un'orazione), dispositio (disposizione degli argomenti), elocutio (il linguaggio arricchito), memoria (capacità di ricordare) e actio (pronunciazione dell'orazione). Soprattutto per il politico o per l'avvocato, l'actio era la parte più importante dell'orazione perché tutte le abilità dell'oratore perfetto venivano messe al vivo proprio davanti al Senato o in tribunale.

## Contenuto
I principali interlocutori del gruppo di oratori nella villa sono Crasso e Antonio.

### I libro
Licinio Crasso sostiene che un buon oratore debba avere prima di tutto un'eccellente preparazione culturale, politica e filosofica, abbracciando non solo le teorie dei costumi di Roma, ma anche degli altri luoghi, in particolare la Grecia, e anche alcune filosofie dell'Oriente. In secondo luogo l'oratore nel corso del processo doveva dimostrare grande capacità di parlatore e amplificatore sia per sé stesso, sia per il l'imputato da difendere o da accusare. Egli si dimostra un buon oratore cambiando il tono della voce secondo la situazione e muovendo mani, braccia e muscoli della faccia in un'unica armonia per conquistarsi il consenso del popolo, e soprattutto per suscitare nel pubblico forti emozioni che facciano sì che egli sia approvato e ascoltato.
Trattando tali argomenti Cicerone fa anche numerose citazioni di celebri oratori, i quali usavano tecniche particolari e curiose adottate da loro stessi per gestire meglio le loro orazioni, come Demostene o l'attore romano Taurisco. Infatti Crasso consiglia ai giovani studenti di oratoria di prendere molte lezioni di dizione e di arte proprio dagli attori teatrali per aver maggiore capacità persuasiva durante i processi.
Viene il turno di Marco Antonio: egli si limita a sostenere che un bravo oratore, anziché perdere tempo nella ricerca di parole complesse e ben elaborate e di argomenti troppo contorti, dovrebbe semplicemente, certo avere una discreta preparazione filosofica e politica, ma soprattutto affidarsi alla sua capacità d'improvvisare discorsi e alle proprie doti naturali, specialmente se accadesse durante un processo di venire contestato o interrotto. Infatti Marco Antonio improvvisava all'ultimo momento i suoi discorsi in pubblico, sebbene li studiasse a memoria prima della presentazione.

### II libro
Sempre Marco Antonio continua a parlare. Egli analizza le prime tre forme principali per la creazione di un'orazione: inventio, dispositio, memoria. Secondo lui queste sono le forme più importanti dell'orazione perché così chiunque avrebbe la capacità di diventare un politico (sebbene mediocre) cosicché gli studenti potessero avere più fiducia in loro stessi, senza perdersi in continue ricerche difficili e ampollose, e soprattutto usare molto le loro idee per creare le orazioni, senza basarsi su precise tecniche. Infatti Antonio scegliendo il più semplice studia solo l'"esoscheletro" per l'invenzione di un'orazione, senza analizzare le altre due parti fondamentali dell'oratoria: l'elocutio e soprattutto l'actio, trattate da Crasso nell'ultimo libro.

### III libro
Lucio Licinio Crasso risponde definitivamente alle teorie ristrette e poco ben elaborate da Antonio. Un buon oratore per essere appunto perfetto e con uno stile assai ricercato per le sue opere deve osservare assolutamente tutti i canoni dell'oratoria e non limitarsi a studiare le parti più semplici. Un oratore potrebbe anche fermarsi e limitarsi ad apprender tali cose, ma se vuole spingersi oltre per dare giovamento sia a sé stesso, sia alla civiltà di Roma, facendo in modo da essere ricordato nel futuro, deve imparare a riconoscere anche questi due ultimi e soprattutto più importanti canoni della retorica. L'elocutio garantisce a un oratore di distinguersi profondamente dagli altri per lo stile e il linguaggio più elaborato e ricercato in un'orazione (infatti Cicerone si distinse per la scrittura delle Verrine e delle Catilinarie). Seconda cosa che non ha analizzato in particolare Antonio è l'actio ovvero il momento in cui un oratore deve presentarsi al pubblico e pronunciare il suo discorso dopo averlo imparato a memoria, senza mai fermarsi. Oltre a ciò l'oratore deve fare uno sforzo ancora maggiore, che alla fine lo porta alla gloria, ossia cercare di apparire più credibile gesticolando e muovendo al massimo i muscoli del corpo, delle braccia e del capo in base agli argomenti che si stanno trattando. Al contrario delle teorie di Antonio, un oratore viene subito bollato dal pubblico come mediocre se non rispetta nemmeno uno di questi due canoni e se inoltre pronuncia la sua orazione con uno stile povero e scarno avvalendosi inoltre dell'improvvisazione.